# Dzbańce-Osiedle
Dzbańce-Osiedle (deutsch Paulinenhof, tschechisch Džbánce) ist ein Ortsteil des Dorfes Dzbańce in der Landgemeinde Branice im Powiat Głubczycki der Woiwodschaft Opole in Polen.

## Geographie
Das Angerdorf Dzbańce-Osiedle liegt acht Kilometer nordöstlich von Branice, 15 Kilometer südlich von Głubczyce (Leobschütz) und 78 Kilometer südlich von Opole (Oppeln) an der Kałuża (Kaluscha), einem rechten Zufluss der Troja.
Nachbarorte von Dzbańce-Osiedle sind im Norden Dzbańce (Krug), Wódka (Hochkretscham) und im Südwesten Posucice (Poßnitz).

## Geschichte

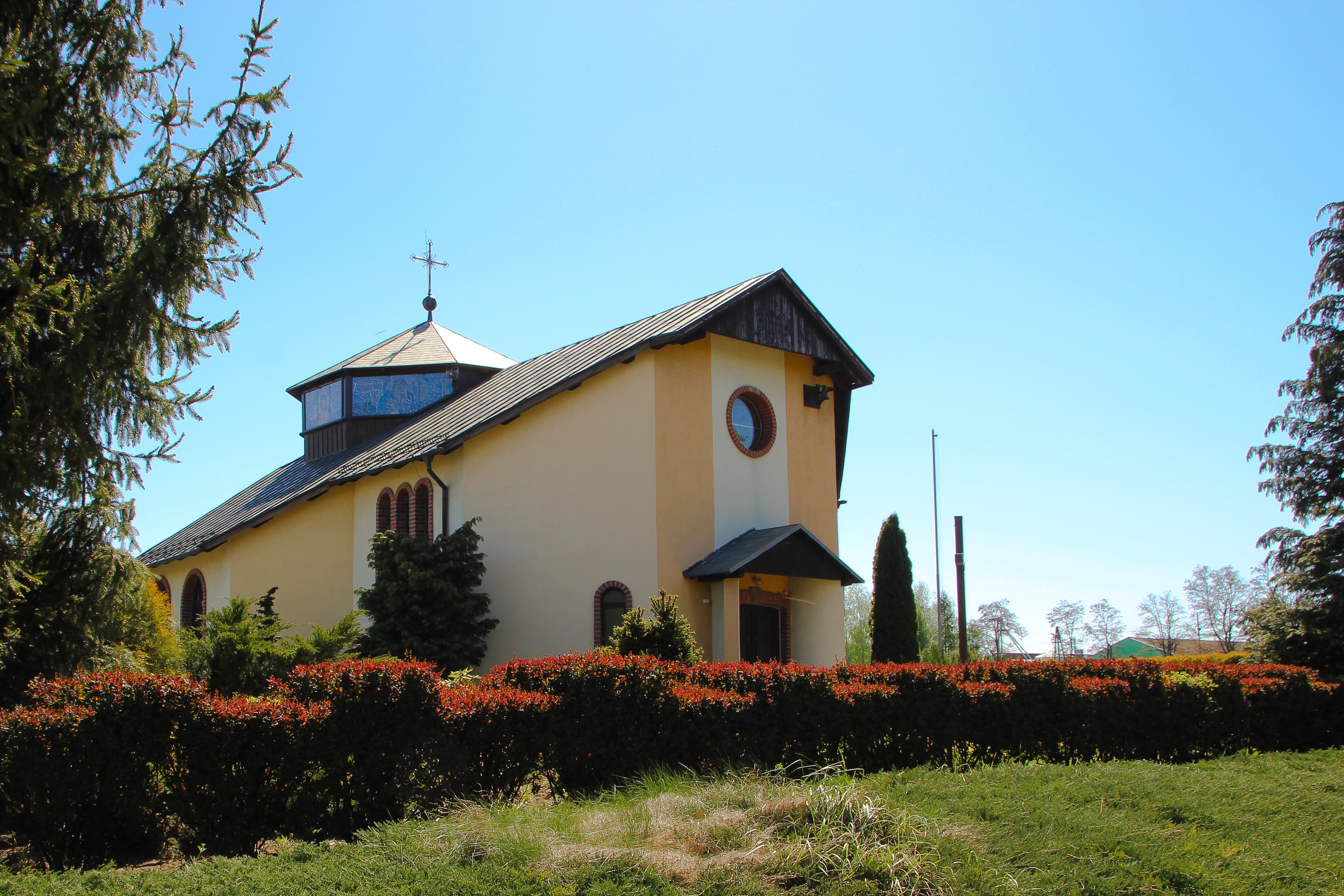
Kirche

Das Vorwerk Paulinenhof gehörte bis 1945 zur Ortschaft Krug in der Landgemeinde Branice. 1861 zählte das Vorwerk Paulinenhof ein Schloss, eine Schäferei, eine Brauerei und eine Brennerei.
1945 kam der bisher deutsche Ort unter polnische Verwaltung, wurde in Dzbańce-Osiedle umbenannt und der Woiwodschaft Schlesien angeschlossen. 1950 wurde Dzbańce-Osiedle der Woiwodschaft Oppeln zugeteilt. 1999 wurde es Teil des wiedergegründeten Powiat Głubczycki.

## Sehenswürdigkeiten
- Das Schloss Paulinenhof wird heute als Wohnhaus genutzt.
- Katholische Kirche